# Las Pinturas negras de Goya
Las Pinturas negras de Goya è un documentario cortometraggio del 1959 diretto da Christian Anwander e basato sulla vita del pittore spagnolo Francisco Goya.